# American Atheists

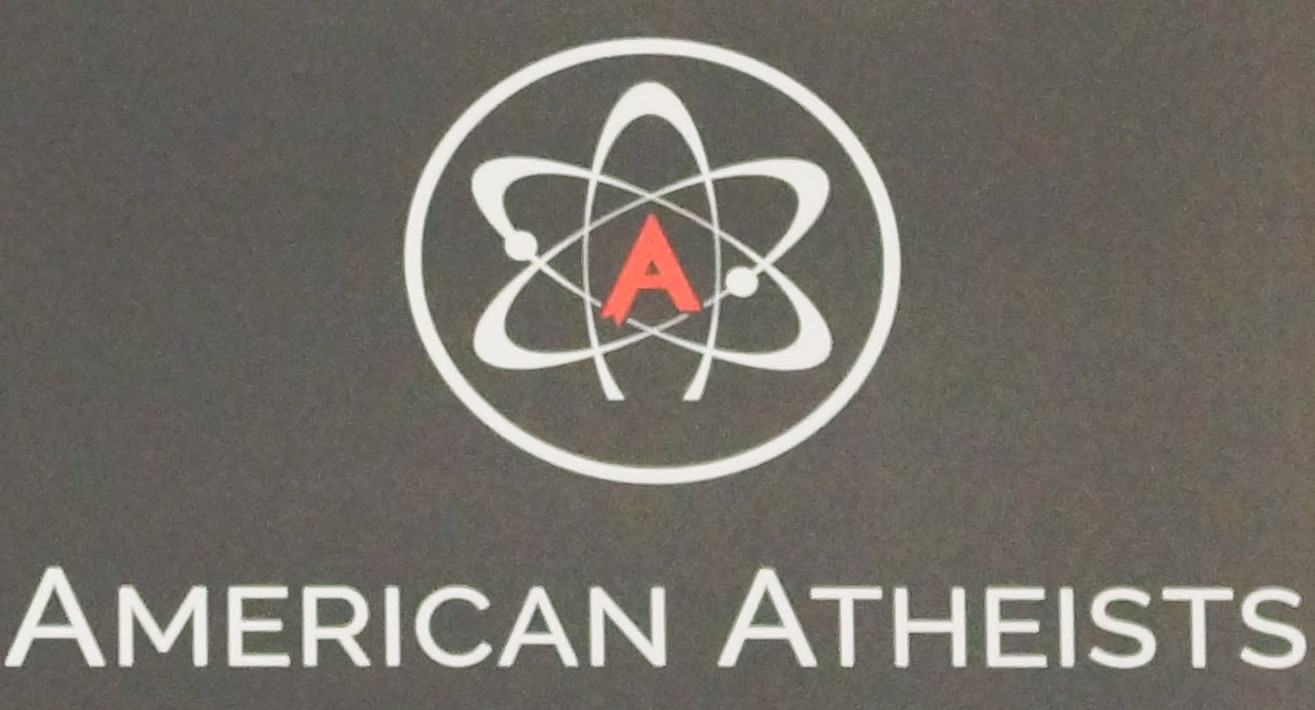
Logo American Atheists 2017

Die American Atheists (dt.: amerikanische Atheisten) sind eine US-amerikanische Organisation, die sich für die Rechte von Atheisten einsetzt und eine vollständige Trennung von Kirche und Staat befürwortet. Sie ist unter anderem durch eine Reihe von Gerichtsverfahren bekannt geworden, bei denen öffentlichen Einrichtungen vorgeworfen wurde, durch religiöse Praktiken das Prinzip der Trennung von Religion und Staat zu verletzen, zum Beispiel durch Gebete in Schulen oder den Satz „In God We Trust“ auf Dollar-Scheinen und -Münzen.

## Gründung
Gegründet wurde American Atheists 1963 von Madalyn Murray O’Hair. Nach ihrer Ermordung im Jahre 1995 übernahm Ellen Johnson die Präsidentschaft. Am 29. April 2008 wurde Ellen Johnson in einer Telefonkonferenz des Boards und der angeschlossenen Kooperativen aus nicht näher ausgeführten Gründen als Präsidentin abgesetzt. American Atheists hat etwa 2200 Mitglieder und hat ihren Sitz in Cranford (New Jersey).

## Torcaso gegen Watkins
Bereits 1961 hatten spätere Mitglieder der AA einen juristischen Erfolg erzielt. Der United States Supreme Court hatte die Entscheidung Marylands im Fall Torcaso v. Watkins aufgehoben. Demnach würde die gesetzliche Vorgabe, wer immer ein öffentliches Amt bekleiden möchte, müsste an Gott glauben, für verfassungswidrig erklärt. Laut des Supreme Courts würde damit gegen den ersten Verfassungszusatz verstoßen. Diese Entscheidung wird auch zugunsten der Wirksamkeit nichtreligiöser Eide herangezogen. Noch heute verlangen mehrere Bundesstaaten in ihren Verfassungen (Arkansas, Article 19, Section 1; Maryland, Article 37; Mississippi, Article 14, Section 265; South Carolina, Article 17, Section 4; Tennessee, Article 9, Section 2; Texas, Article 1, Section 4), dass der Glaube an Gott Voraussetzung dafür sei, ein öffentliches Amt zu bekleiden, jedoch haben diese Gesetze faktisch keinen Bestand mehr.

## Von den AA angestrengte Gerichtsverfahren (Auswahl)
Bereits vor der Gründung der AA hatte Madalyn Murray O’Hair 1960 einen Rechtsstreit begonnen, bei dem sie letztendlich Recht bekam – ihr Sohn Bill sollte nicht an Bibel-Lesungen in der Schule teilnehmen müssen. Die Rechtssache wurde vor dem Obersten Gerichtshof gehandelt und später unter dem Namen Abington School District v. Schempp bekannt.
- Murray v. Curlett (1963): Protest gegen Bibelstunden in öffentlichen Schulen in Maryland.
- Murray v. United States (1964): Versuch, die Federal Communications Commission dazu zu bringen, atheistischen Programmen die gleiche Sendezeit wie religiösen Programmen im Radio einzuräumen.
- Murray v. Nixon (1970): Protest gegen wöchentlich stattfindende Gottesdienste im Weißen Haus.
- O’Hair v. Paine (1971): Protest dagegen, dass NASA-Astronauten Bibelverse während einer Liveübertragung verlesen.
- O’Hair v. Cooke (1977): Protest dagegen, dass bei der Eröffnung der Stadtratssitzung in Austin, Texas, Gebete abgehalten werden.
- O’Hair v. Blumenthal (1978): Protest gegen die Verwendung von „In God We Trust“ auf staatlicher Währung.
- O’Hair v. Hill (1978): Protest dagegen, dass die Verfassung des Bundesstaates Texas den Glauben an Gott zu einer Einstellungsvoraussetzung für Beamte macht.
- O’Hair v. Andrus (1979): Protest gegen die Zurverfügungstellung von Einrichtungen eines Nationalparks für eine Papstmesse in Washington, D.C.
- O’Hair v. Clements (1980): Protest gegen das Krippenspiel, das in dem Capitol in Austin, Texas, ausgestellt wurde.

## Atheistisches Monument
Im Mai 2013 einigten sich die American Atheists mit Bradford County, Florida, neben einem Monument, das die zehn Gebote enthält, auf öffentlichem Grund und Boden ein atheistisches Monument, das erste seiner Art, zu errichten. Das Monument besteht aus einem schweren Granitblock, auf dem Zitate von Thomas Jefferson, Madalyn Murray O’Hair, Benjamin Franklin und John Adams eingraviert sind. John Adams’ Zitat “The United States is in no sense founded on the Christian religion” (Die Vereinigten Staaten sind in keiner Weise auf der christlichen Religion gegründet), das aus dem Friedens- und Freundschaftsvertrag von Algier stammt, ist eingeritzt, ebenso wie Stellen aus der Bibel, die todeswürdige Delikte beschreiben.

## Präsidenten der American Atheists
| Name                  | Amtszeit                                 |
| --------------------- | ---------------------------------------- |
| David Silverman       | 2010–heute                               |
| Ed Buckner            | 2008–2010                                |
| Frank Zindler         | 2008 (interim)                           |
| Ellen Johnson         | 1995–2008                                |
| Jon Garth Murray      | 1986–1995 (de jure)                      |
| Madalyn Murray O’Hair | 1963–1986 (de jure) 1986–1995 (de facto) |